# Nödtelefon

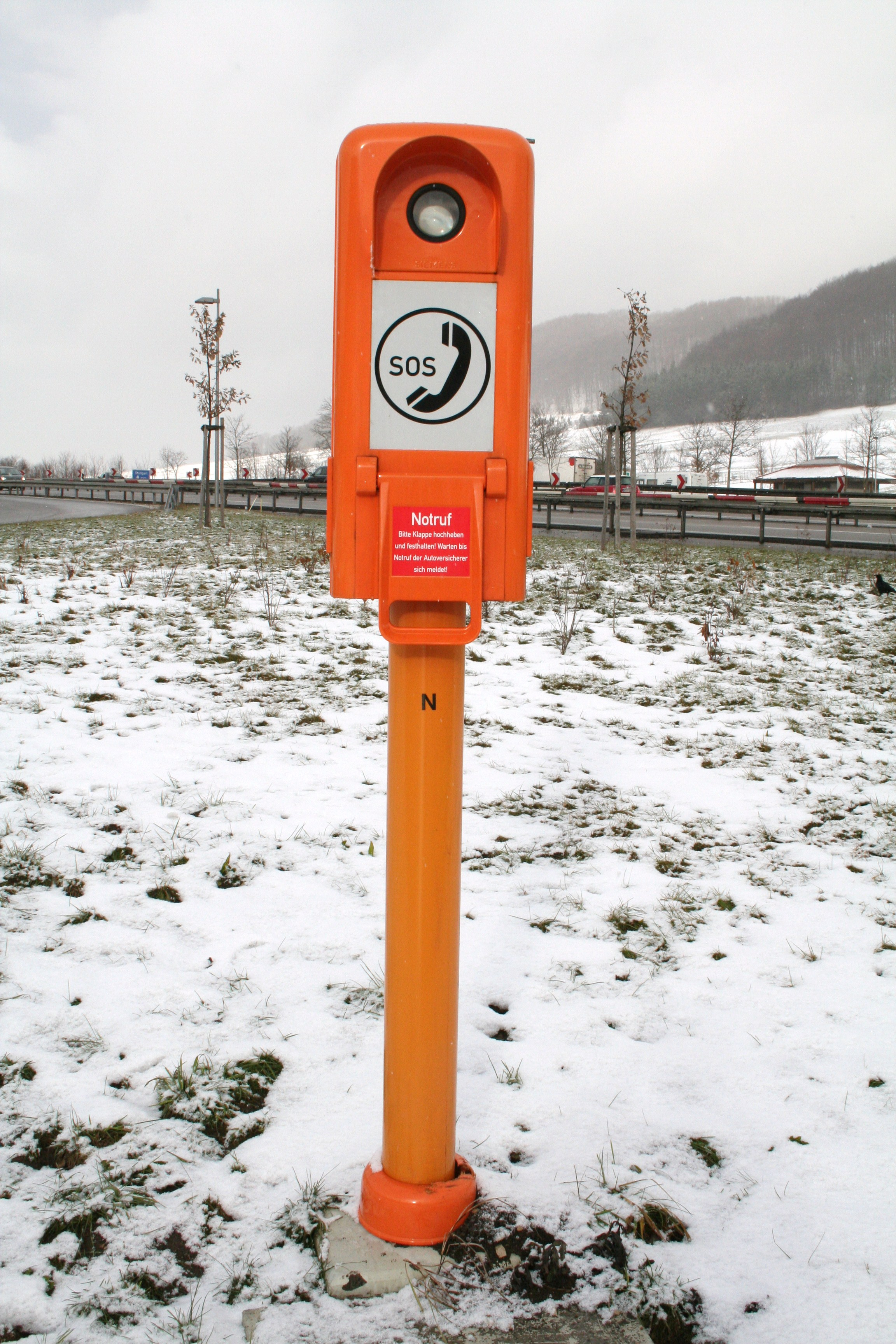
En nödtelefon i Tyskland.

En nödtelefon eller hjälptelefon är en särskild sorts telefon som enbart är avsedd att användas i nödfall. Den är direktkopplad till närmaste alarmeringscentral och brukar finnas vid vägkanten på framför allt motorvägar och i fjälltrakter. Att använda en telefon av denna typ är alltså likställt med att ringa ett nödnummer. Äldre modeller av dessa bestod oftast av ett litet skåp uppsatt på en stolpe som öppnades och i detta fanns en lur. De modernare versionerna består oftast av en låda utan lur och är istället försedda med en knapp för att aktivera telefonen och med en mikrofon och högtalare direkt på själva lådan.
I en del länder som till exempel Tyskland och Frankrike är så gott som samtliga motorvägar försedda med nödtelefoner. I Sverige är detta däremot mycket ovanligt. Förr förekom nödtelefoner på en del motorvägar i framförallt Skåne, men dessa är numera nedmonterade. Trafikverket anser inte att dessa behövs på svenska motorvägar trots att längre svenska motorvägar annars är uppbyggda med likvärdig struktur som de tyska och dessutom kan ha samma olycksrisk. Undantag utgörs av speciella platser på motorvägarna som vissa broar och tunnlar. I övrigt hänvisas till mobiltelefoner vid olycka på svensk motorväg. 
I spårtrafik är det vanligt förekommande med nödtelefoner i fordonen där resenärer kan påkalla hjälp från föraren eller annan personal.